# Aerangis punctata
Aerangis punctata är en orkidéart som beskrevs av Joyce Stewart. Aerangis punctata ingår i släktet Aerangis och familjen orkidéer. Inga underarter finns listade i Catalogue of Life.